# Синандрей
Синандрей (рум. Sânandrei) — село у повіті Тіміш в Румунії. Входить до складу комуни Синандрей.
Село розташоване на відстані 417 км на північний захід від Бухареста, 11 км на північний захід від Тімішоари.

## Населення
За даними перепису населення 2002 року у селі проживали 2826 осіб.
Національний склад населення села:
| Національність | Кількість осіб | Відсоток |
| -------------- | -------------- | -------- |
| румуни         | 2647           | 93,7%    |
| угорці         | 70             | 2,5%     |
| німці          | 66             | 2,3%     |
| українці       | 13             | 0,5%     |
| цигани         | 10             | 0,4%     |
| серби          | 8              | 0,3%     |

Рідною мовою назвали:
| Мова       | Кількість осіб | Відсоток |
| ---------- | -------------- | -------- |
| румунська  | 2673           | 94,6%    |
| угорська   | 60             | 2,1%     |
| німецька   | 59             | 2,1%     |
| українська | 12             | 0,4%     |
| сербська   | 7              | 0,2%     |
| циганська  | 6              | 0,2%     |